# ادوارد ابازی
ادوارد ابازی (انگلیسی: Eduard Abazi؛ زادهٔ ۲۹ ژانویهٔ ۱۹۶۸) بازیکن فوتبال اهل آلبانی است که در پست هافبک مهاجم بازی می‌کرد و در حال حاضر بازنشسته است. وی یکی از اولین بازیکنانی بود که در ۱۹۹۰ از مرز آلبانی عبور کرد و در باشگاه‌های کشورهای دیگر بازی کرد.
از باشگاه‌هایی که در آن بازی کرده‌است می‌توان به باشگاه فوتبال بوآویستا، باشگاه فوتبال منچستر سیتی، باشگاه فوتبال هایدوک اسپلیت، باشگاه فوتبال بنفیکا، اشاره کرد.
وی همچنین در تیم ملی فوتبال آلبانی بازی کرده‌است.